# 猎人调色板
猎人调色板或猎狮调色板是一块古埃及调色板，制作于大约公元前3100年，这个时期属于古埃及史前时期的奈加代三期文化。该调色板已损坏，其中的一部分由大英博物馆收藏，另一部分则由卢浮宫收藏。

## 内容
这块调色板描绘了猎人们狩猎狮子、鸟类、沙漠野兔以及瞪羚的形象，其中的一只瞪羚已经被绳子拴住了。调色板中一共出现了20位猎人，他们使用的武器是弓箭、狼牙棒、投掷棍、燧石刀和长矛。调色板右上角有两个连体的公牛，旁边有一个类似于“神社”古埃及象形文字sḥ的符号。
| O21 |

## 细节

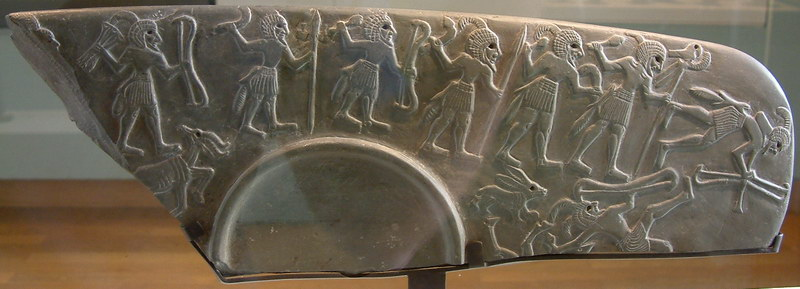
卢浮宫收藏的那一部分调色板中出现了各种各样的武器
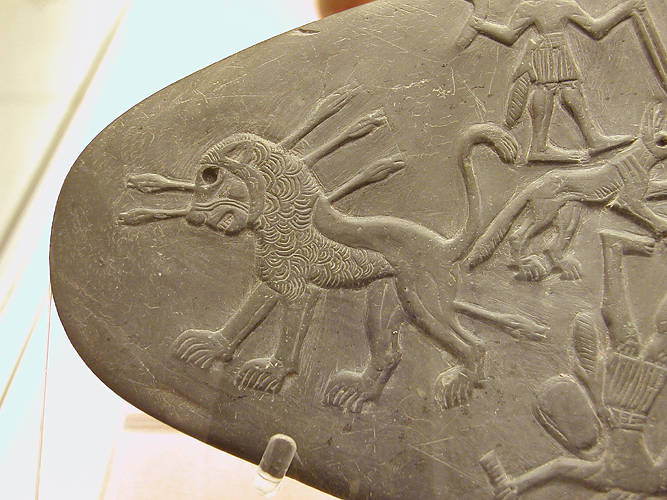
调色板中有一只插了好几只箭的狮子
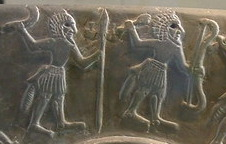
猎人们的细节
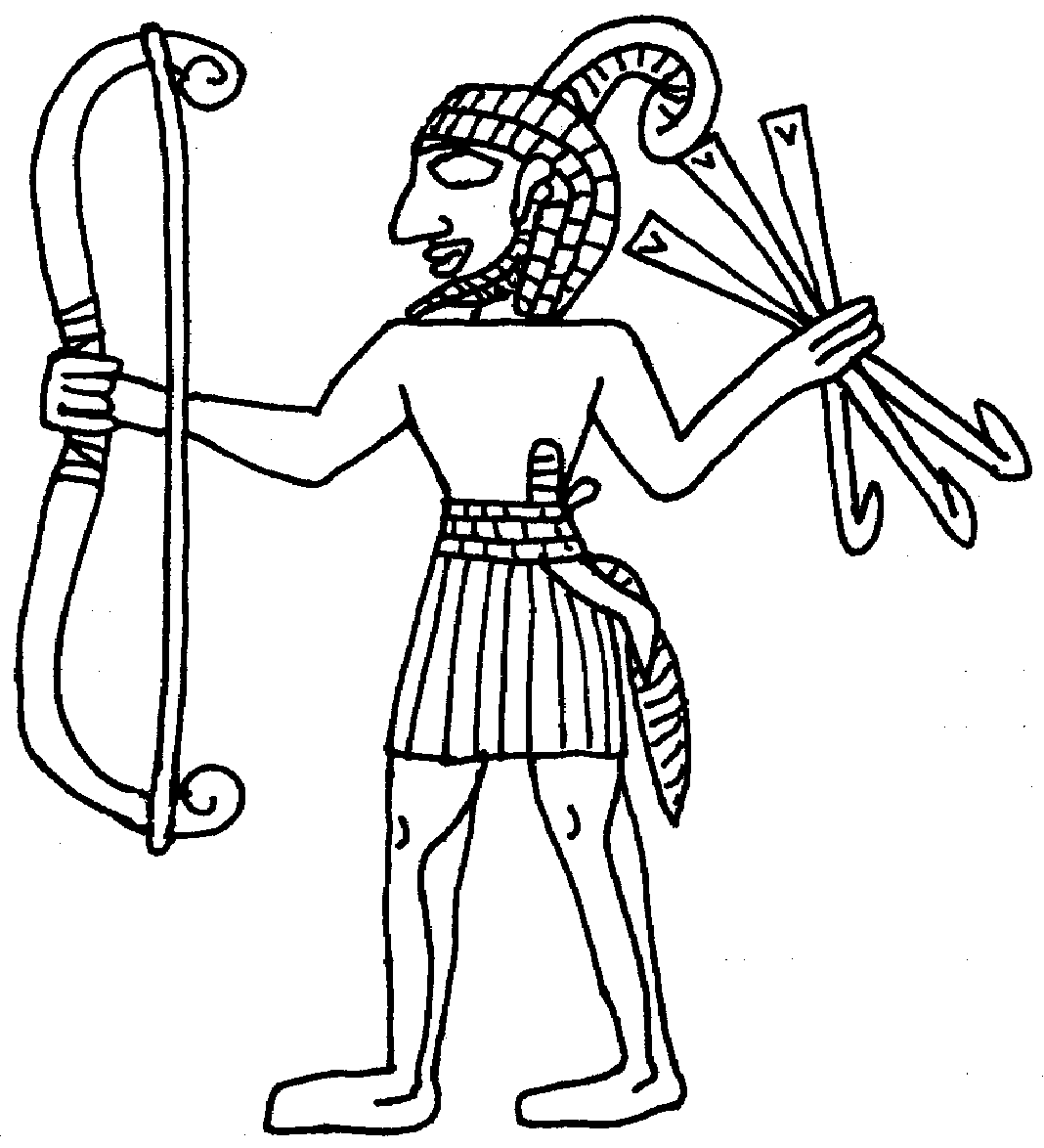
猎人图像
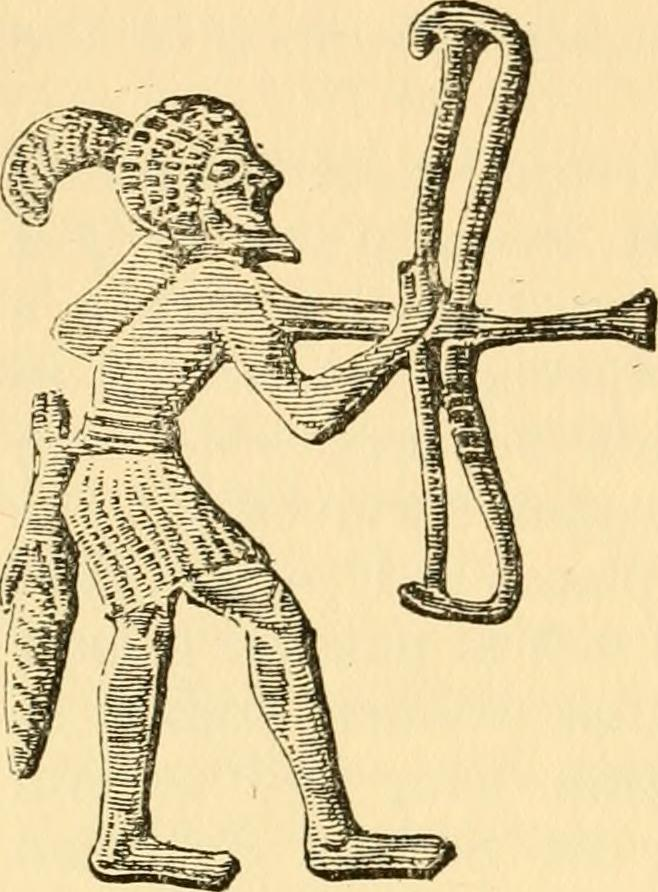
猎人图像
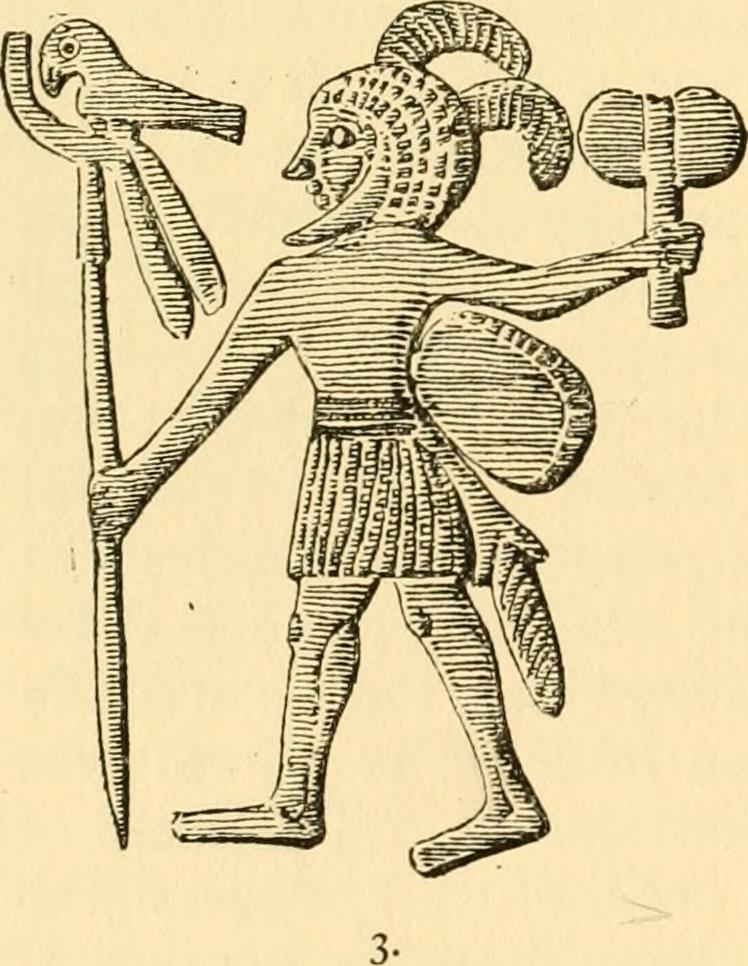
猎人图像
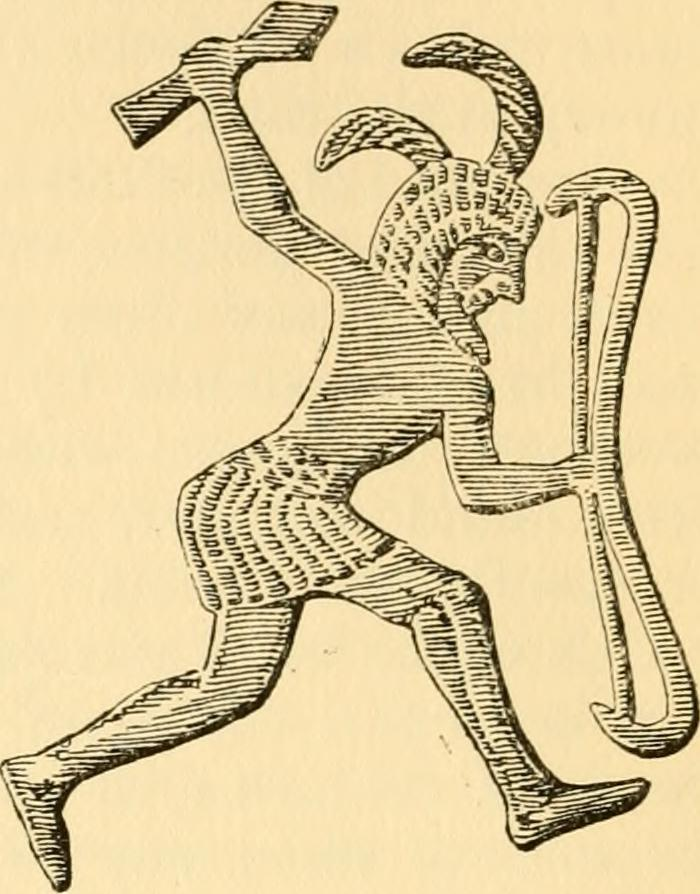
猎人图像

## 其他相关
- 古埃及调色板列表